# Broederschap van Onze-Lieve-Vrouw van Blindekens

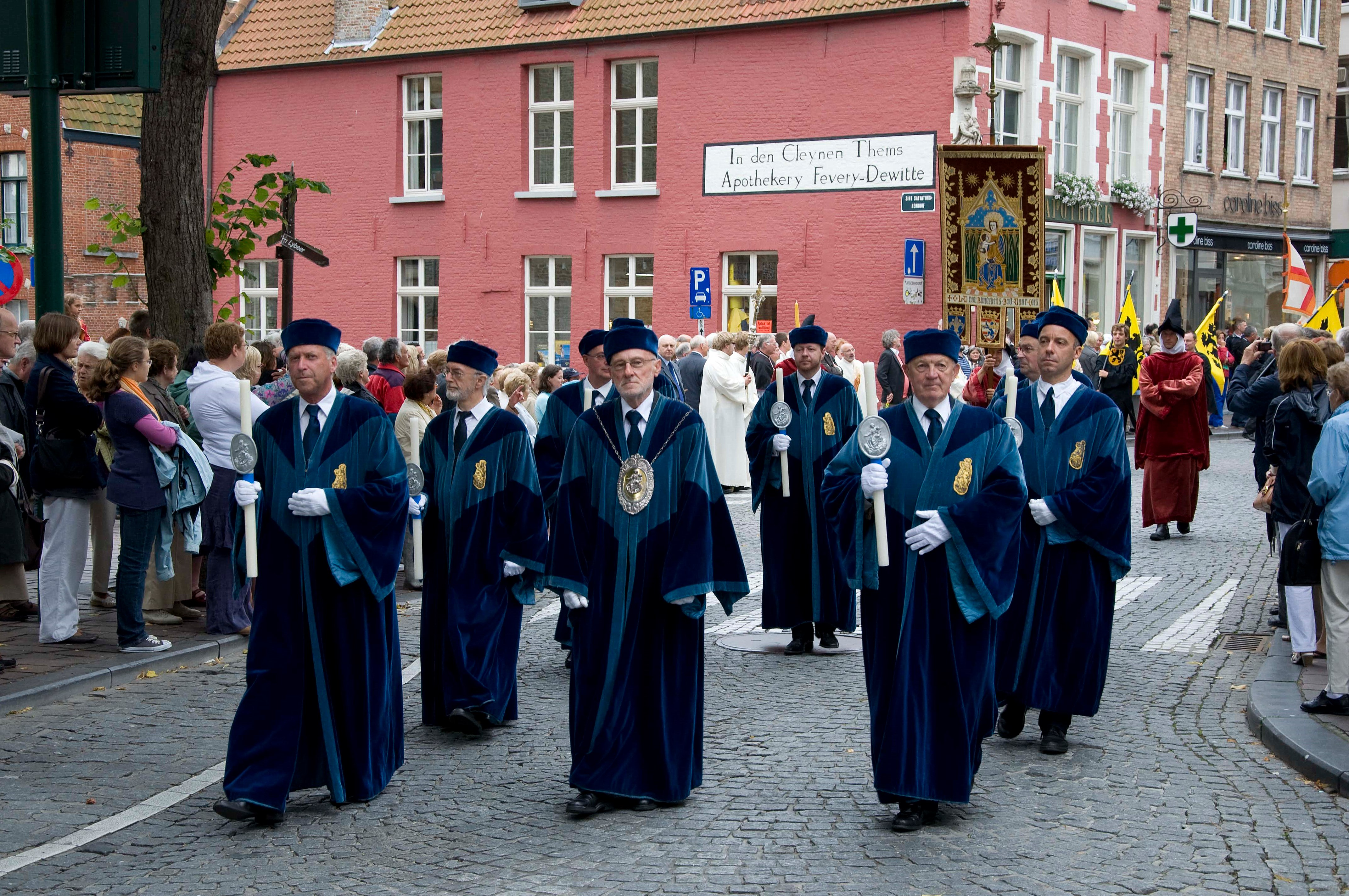
De broederschap met tabbaard, tijdens de processie van 2010.

De Broederschap van Onze-Lieve-Vrouw van Blindekens is een rooms-katholieke vereniging gevestigd in Brugge, meer bepaald in de kapel van Onze-Lieve-Vrouw van Blindekens in de Kreupelenstraat.

## Geschiedenis
De precieze stichtingsdatum van de broederschap is onzeker, maar is te situeren in het eerste kwart van de veertiende eeuw. De oudste vermelding is te vinden in een document uit 1418. Het document zelf is verloren, maar een authentieke kopie berust in het archief van de Potterie. Vanaf haar ontstaan stond de broederschap in voor het uitvoeren van de Brugse Belofte, namelijk het schenken van een devotiekaars van 36 pond aan Onze-Lieve-Vrouw ter Potterie, en met de organisatie van de processie van Blindekens naar de Potterie.
In de vijftiende en zestiende eeuwen kende de broederschap een bestendige bloei, waarvan het grote aantal leden en de vele schenkingen aan de kapel het bewijs gaven.
Vooral in de zeventiende eeuw nam de devotie tot het miraculeuze beeld sterk toe. Op 10 mei 1653 verleende paus Innocentius X de titel van godsdienstige broederschap aan wat tot dan als 'gilde' werd betiteld. 
De activiteit zette zich in de achttiende eeuw onverminderd door, zoals blijkt uit de Naamlijst der ghildebroeders en ghildezusters van 't Blindelieden Gasthuijs binnen Brugge, vanaf 't jare 1700 tot omtrent de jaren 1800.
De broederschap werd getroffen door het besluit van 8 april 1786 waarbij keizer Jozef II alle broederschappen ontbond. De activiteiten dienden noodgedwongen te worden stopgezet. Men had in principe de inventaris van de kunstvoorwerpen moeten voorleggen, maar die waren ondertussen in veiligheid gebracht. Het ging er anders aan toe onder de Franse overheersing. De inventaris die op 22 september 1797 werd gemaakt, leidde op 24 oktober 1798 tot een openbare verkoop. De kapel werd gesloten en de leden van de broederschap vergaderden verder in de Sint-Salvatorskerk.
Vanaf 1801 werden opnieuw missen opgedragen in de Blindekenskapel en in 1805 werd er een proost benoemd. De broederschap keerde naar de kapel terug. Het miraculeuze beeld van Maria, dat in de openbare verkoping door een vrome ziel was aangekocht en aan de Sint-Salvatorskerk geschonken, werd in 1805 plechtig naar de Blindekenskapel teruggebracht.
Er waren hoogten en laagten in de werking van de broederschap en in de jaarlijkse vervulling van de Brugse Belofte. In 1897 werd aan de broederschap nieuw leven ingeblazen. Sindsdien is ze actief zowel binnen de kapel van Blindekens als voor het organiseren van de jaarlijkse Belofteprocessie. Ze stapt ook mee op in de jaarlijkse Heilig Bloedprocessie.
De voornaamste activiteit is het organiseren van de processie genaamd de Brugse Belofte, die op 15 augustus, het feest van Maria-Tenhemelopneming, door de Brugse straten trekt, om de beloofde kaars van 36 pond van de kapel van Blindekens naar de kapel van de Potterie te brengen.

## Organisatie
De broederschap van Blindekens bestond oorspronkelijk uit mannen en vrouwen. Zeker vanaf de negentiende eeuw werd het een uitsluitend mannelijke vereniging. Het bestuur wordt geleid door een deken, die een plechtige ketting draagt als teken van zijn waardigheid.
De broederschap werd in 1980 opnieuw opgericht door Jean-Luc Meulemeester, die ook de traditionele middeleeuwse klederdracht (blauw kleed met capuce en bef) verving door een door hem ontworpen blauwe toga met het embleem van de kapel. De broederschap bestaat uit een twaalftal leden, die zich inzetten van de ondersteuning van de kerkelijke diensten in de kapel van Blindekens.